# Aleksandar Tirnanić
Aleksandar "Tirke" Tirnanić - em sérvio, Александар Тирнанић (Semêndria, 15 de julho de 1911 – Belgrado, 13 de dezembro de 1992) - foi um futebolista e treinador de futebol sérvio. 

## Carreira

### Jogador
Atuando como atacante da Seleção Iugoslava, disputou a Copa do Mundo de 1930. 

### Treinador
Mais tarde, foi o técnico da sua seleção nos mundiais de 1954 e 1958 e na Eurocopa de 1960, além de comandar a Iugoslávia na conquista do ouro olímpico em Roma 1960.